# Korach (syn Ezawa)
Korach (hebr. קֹרַח) – postać biblijna, jeden z synów Ezawa i Oholibamy, naczelnik szczepu Edomitów. Urodził się w krainie Kanaan. Miał dwóch rodzonych braci (z Ezawa i Oholibamy): Jeusza i Jalama, oraz dwóch przyrodnich: Elifaza (z Ezawa i Ady) i Reuela (z Ezawa i Basmat).